# Citonice
Citonice är en ort i Tjeckien.   Den ligger i regionen Södra Mähren, i den sydöstra delen av landet, 170 km sydost om huvudstaden Prag. Citonice ligger 362 meter över havet och antalet invånare är 473.
Terrängen runt Citonice är huvudsakligen platt, men söderut är den kuperad. Terrängen runt Citonice sluttar österut. Runt Citonice är det tätbefolkat, med 442 invånare per kvadratkilometer. Närmaste större samhälle är Znojmo, 6,9 km sydost om Citonice. Trakten runt Citonice består till största delen av jordbruksmark.